# Hippa
Pour l’article ayant un titre homophone, voir Hiippa (île).
Genre
Hippa est un genre de crustacés décapodes de la famille des Hippidae.

## Description et caractéristiques
Les Hippas (Hippa sp.) sont nommés mole crabs (crabe-taupe), sand fleas (puce de sable), sand crabs (crabe de sable), beach hoppers ou lookie cookies aux États-Unis et au Canada. Ils  ne doivent pas être confondus avec le crustacé également nommé puce de mer (ou pou de mer) qui vit en Europe et qui est beaucoup plus petit.
Ces animaux marins, comme les crabes, appartiennent à l’ordre des Decapodes, mais ils sont classés dans le sous-ordre Anomura alors que les crabes vrais sont classés dans le sous-ordre Brachyura.

## Habitat
Ces animaux apprécient les fonds sableux des eaux peu profondes des littoraux, notamment les marges de plages. Le crabe-taupe nécessite une eau de bonne qualité et ne supporte notamment pas les eaux polluées par le pétrole, ce qui peut en faire un bioindicateur ou une sentinelle de l'environnement.

## Description
Durée de vie : deux à trois ans.
Couleur : mimétique du fond sableux ondulé, qui semble les protéger contre de nombreux prédateurs (poissons et oiseaux).

## Alimentation
Les crabes-taupes vivent la plupart du temps enterré dans le sable, ne laissant dépasser que leurs antennes qui filtrent l’eau au recul de la vague, leur permettant de collecter le plancton et les débris organiques dont ils se nourrissent. Ils contribuent ainsi à épurer l’eau.
Les crabes-taupes mangent également les tentacules de certaines  méduses échouées sur le sable.

## Comportement et reproduction
En été les femelles pondent et protègent leurs œufs jusqu’à l’éclosion, sous leur telson (organe ressemblant à une queue, replié sous leurs corps).

## Menaces
Les principales menaces sont la pollution des eaux et de l'environnement, et localement son utilisation comme appât pour la pêche.

## Liste d'espèces connues dans le genreHippa
Selon World Register of Marine Species (1 août 2014) :
- Hippa adactyla Fabricius, 1787 -- Indo-Pacifique tropical
- Hippa admirabilis (Thallwitz, 1892) -- Région indonésienne
- Hippa alcimede (de Man, 1902) -- Java
- Hippa australis Hale, 1927 -- Australie du sud et de l'ouest
- Hippa carcineutes Holthuis & Manning, 1970 -- Golfe de Guinée
- Hippa celaeno (de Man, 1896) -- Indo-Pacifique tropical
- Hippa granulatus (Borradaile, 1904) -- Maldives (possible synonyme de H. alcimede)
- Hippa hirtipes (Dana, 1852) -- Région indonésienne
- Hippa indica Haig, Murugan & Balakrishnan Nair, 1986 -- Inde
- Hippa marmorata (Hombron & Jacquinot, 1846) -- Australie
- Hippa ovalis (A. Milne-Edwards, 1862) -- Indo-Pacifique tropical
- Hippa picta (Heller, 1861) -- Mer Rouge
- Hippa strigillata (Stimpson, 1860) -- Pacifique est
- Hippa testudinaria (Herbst, 1791) -- Caraïbes
- Hippa truncatifrons (Miers, 1878) -- Japon et Chine

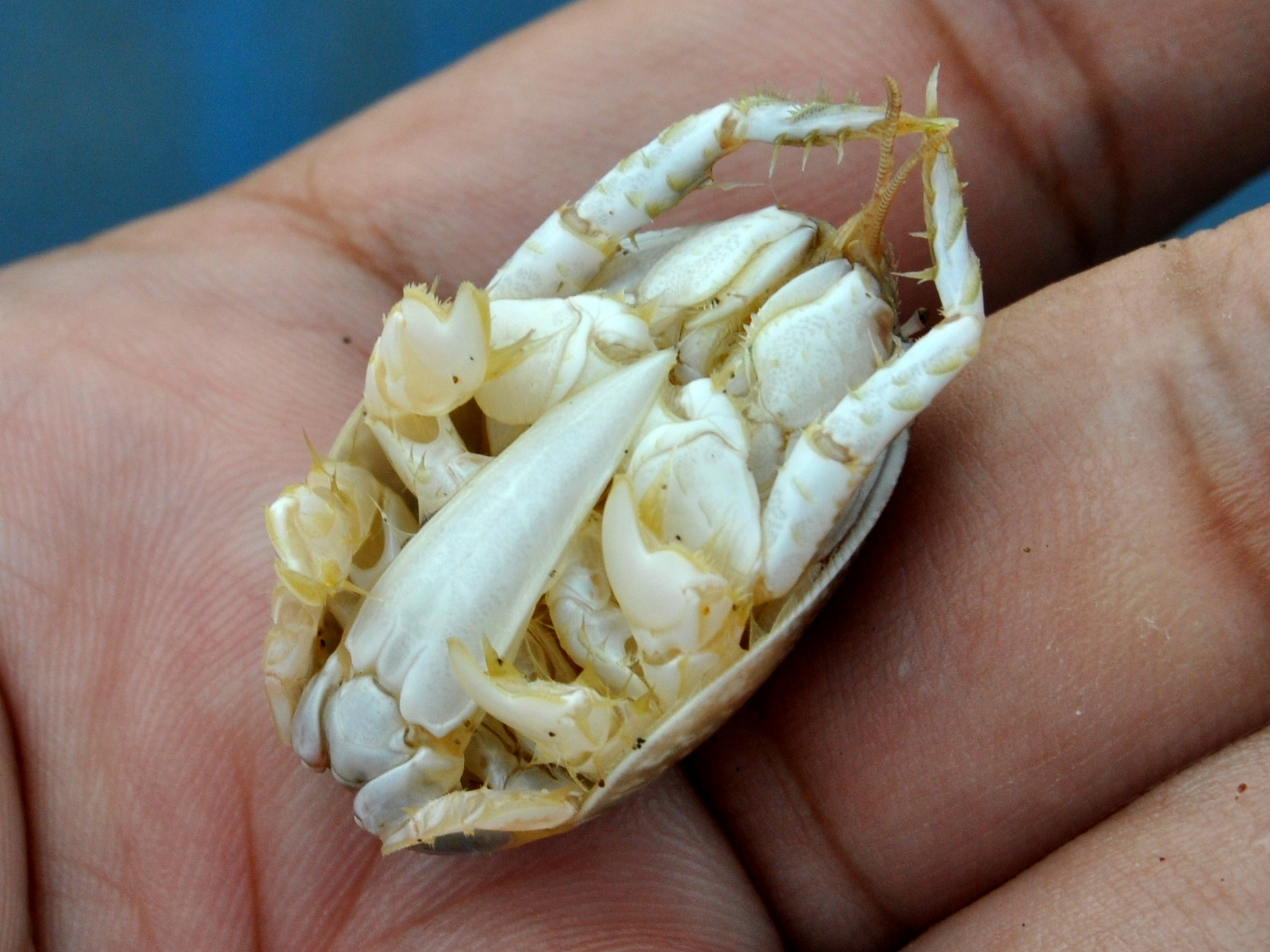
Hippa adactyla (face ventrale).
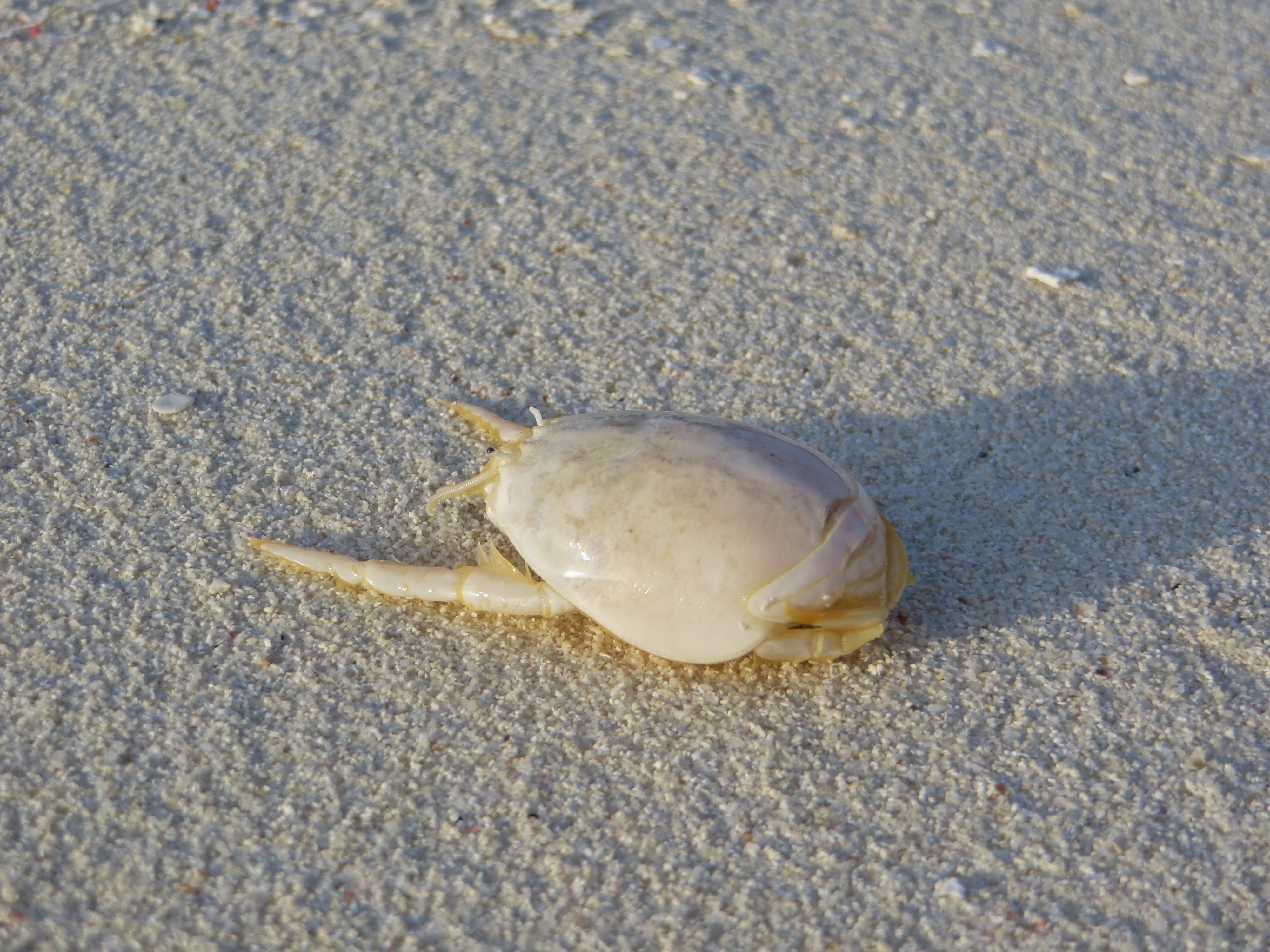
Hippa granulatus.
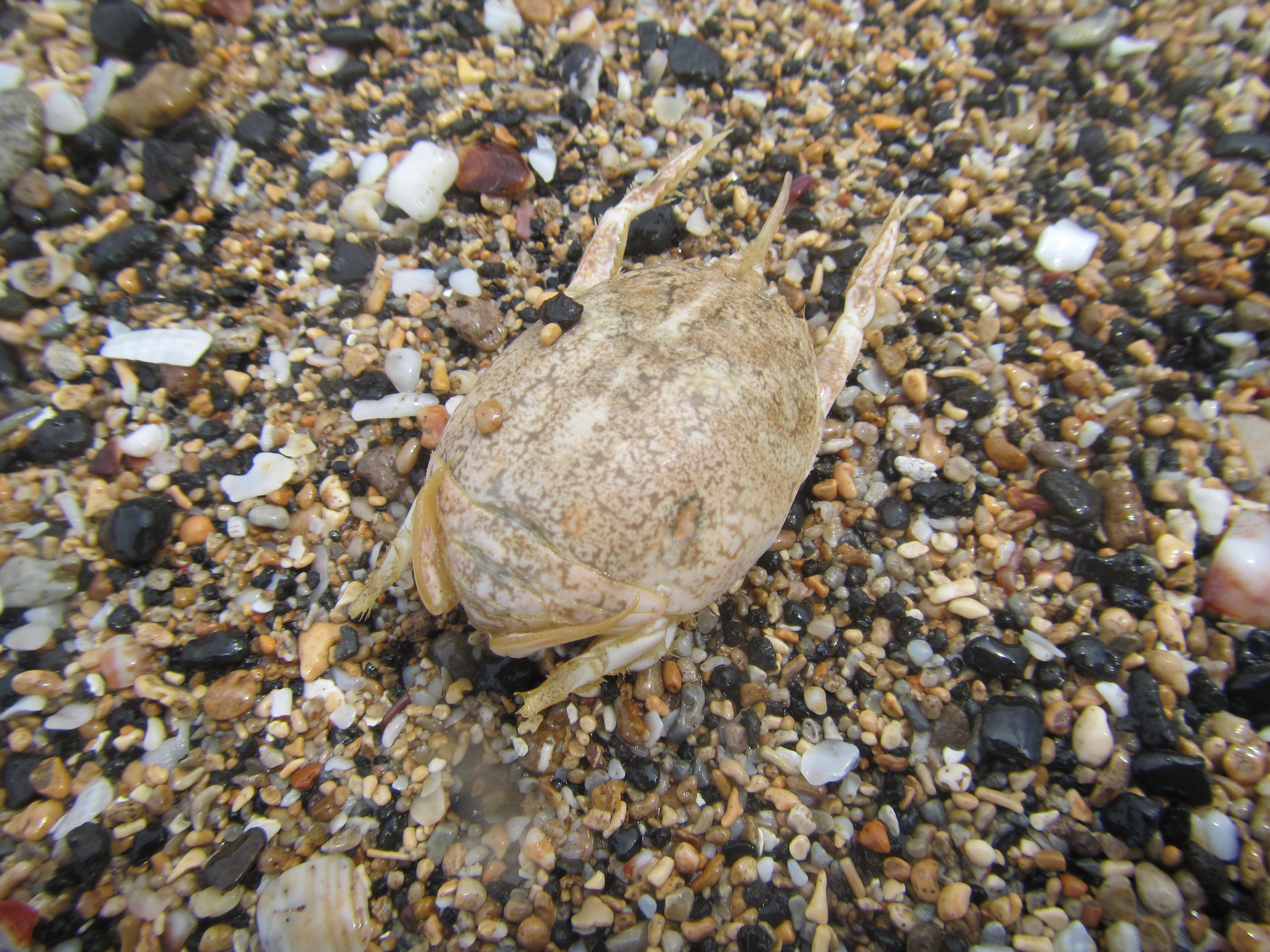
Hippa ovalis.